# Маккавеев, Владимир Митрофанович
Владимир Митрофанович Маккавеев (1897—1970) — гидролог, профессор, доктор технических наук.

## Биография
Владимир Митрофанович Маккавеев родился в 1897 году. В 1921 году окончил Институт инженеров путей сообщения. С 1924 по 1931 год был сотрудником Ленинградского гидрологического института. С 1929 по 1941 год был профессором в ЛГУ. С 1931 по 1966 год преподавал в Ленинградском институте инженеров водного транспорта. В 1935 году защитил докторскую диссертацию. С 1938 по 1960 год заведовал кафедрой гидравлики в ЛИИВТе. Во время Великой Отечественной войны был председателем правления ЛОНИТОВТ. Был участником оборонных и спасательных работ в блокадном Ленинграде. После 1966 года стал профессором-консультантом.
Автор более 70 научных и учебно-методических работ. Занимался изучением технической механики жидкости. В 1949 году им в соавторстве был издан учебник по гидравлике. Среди его учеников были А. М. Басин, Г. И. Мелконян, И. М. Коновалов и Н. А. Панчурин.
Владимир Митрофанович Маккавеев умер в 1970 году.

## Основные работы
- К анализу эмпирических кривых : Новый метод выделения период. членов при свобод. члене, имеющем постоян. величину : Доложено Сов. Гидравл.-мат. отд. Р.Г.И. на заседаниях 11 июля и 8 авг. 1924 / Вл. М. Маккавеев. — [Л., 1925].
- Новый метод выделения периодических членов гармонического и затухающего типа / В. М. Маккавеев. — Ленинград : Б. и., 1928.
- К теории расчета дренажных систем.. / В. М. Маккавеев. — Ленинград : Гос. гидрологич. ин-т, 1930
- Гидромеханические процессы, сопровождающие шлюзование судов и методология лабораторных исследований / В. М. Маккавеев. — Ленинград : Ленинградский ин-т инж. путей сообщения, 1930.
- К теории турбулентного режима и взвешивания наносов… / В. М. Маккавеев. — Ленинград : изд. и тип. Гос. гидрол. ин-та, 1931.
- Повышение эксплуатационных качеств судоходных шлюзов на базе результатов лабораторных исследований. — Ленинград : Б. и., 1951.

## Награды
- Орден Ленина;
- Медаль «За оборону Ленинграда»;
- Медаль «За доблестный труд в годы Великой Отечественной войны 1941—1945 гг.».

#### Архив, личные фонды
- ЦГАИПД СПб. Ф. Р-1728. Оп. 1-75. Д. 592515. МАККАВЕЕВ ВЛАДИМИР.
- ЦГИА СПб. Ф.1480. Оп. 7. Д. 379. Маккавеев Владимир Митрофанович.
- ЦГА СПб. Ф. Р-7240. Оп. 12-1. Д. 62. Маккавеев Владимир Митрофанович. Профессор кафедры гидрологии.